# Jaroslav Pelikán
Jaroslav Crocco Pelikán (Praag, 15 mei 1970) is een Tsjechisch componist, muziekpedagoog en fluitist.

## Levensloop
Pelikán was als klein jongetje lid van het Praags Filharmonisch kinderkoor. Aan het Státní konservatori hudby v Praze in Praag studeerde hij dwarsfluit bij Jan Riedlbauch en compositie bij Jindřich Feld. Voortgezette studies maakte hij aan de Akademie múzických umení v Praze (AMU) te Praag bij František Čech en Jiří Válk (dwarsfluit) alsook bij Václav Riedlbauch en Juraj Filas (compositie).
In 1992 en 1993 werkte hij als freelance muzikant in Brazilië. Aldaar speelde hij onder andere mee in het Orquestra da Camera do Pará. In 2007 werd hij uitgenodigd als docent aan de Federale Universiteit van Brazilië. 
Sinds 1996 is hij fluitist in het Orkest van het Nationaal Theater. Als fluit-solist verzorgde hij concerten met het Praags Philharmonisch Kamer Orkest, met het Oost-Tsjechisch Philharmisch Orkest Pardubice, met het Talich Kamerorkest, met het Noord-Boheems Philharmonisch Orkest Teplice en het Symfonieorkest Karlovy Vary. Hij verzorgde verder solo-optredens in Japan, Brazilië, Duitsland, Hongarije, Frankrijk en Italië. 
Samen met de gitarist Jaroslav Novak vormt hij een duet, dat al meerdere cd's opgenomen heeft. 
Als componist schrijft hij vooral instrumentale muziek zoals zijn hobo concert (1999) (uitgevoerd onder meer in Tokio in de aanwezigheid van een Japanse prinses), concerten voor dwarsfluit, gitaar en fagot, kamermuziek. 

## Composities

### Werken voor orkest
- 1999 Concert in fis klein, voor dwarsfluit en kamerorkest
  1. Adagio
  2. Allegro
  3. Larghetto
  4. Vivace
- 2001 Concertino, variaties voor fagot, strijkorkest, harp en pauken
- Concert, voor hobo, twee gitaren, orgel en strijkorkest
- Kamersymfonie nr. 1
- Kamersymfonie nr. 2

### Werken voor harmonieorkest
- Symfonie in Bes majeur
- Božská jiskra polka

### Missen en andere kerkmuziek
- Betlémskou mši (Bethlehem mis)
- Stabat Mater

### Werken voor koor
- 1999 Chorinhos, première: 13 oktober 1999 in het Rudolfinum te Praag

### Kamermuziek
- 2007 Sonatina, voor hobo en piano
- 2009 Serenáda in d, voor twee dwarsfluiten en cello
- Concert, voor hobo en piano
- Koperkwintet
- Serenáda, voor twee hobo's, twee klarinetten, twee hoorns en twee fagotten
  1. Siciliana
  2. Vivace
  3. Lento
  4. Allegro ben marcato
- Serenáda  C groot, voor contrafagot en piano
- Sonate, voor cello en piano
- Sonate nr. 1, voor dwarsfluit en piano
- Sonate nr. 2, voor dwarsfluit en piano
- Sonate nr. 3, voor dwarsfluit en piano
- Sonate, voor trompet en orgel
- Strijkkwartet

### Werken voor dwarsfluit (solo)
- 1993 Brazilská preludia

- Gemeinsame Normdatei: 139050523
- International Standard Name Identifier: 0000 0000 7886 9444
- Library of Congress Control Number: no2009001148
- Nationale Bibliotheek van Tsjechië: ola2002103723
- Virtual International Authority File: 84946008
- WorldCat: E39PBJg8BKJkfwKr84x7v3cpT3